# 堀部ほり
堀部 きち（ほりべ きち、延宝3年（1675年） ‐ 享保5年5月25日（1720年6月30日））は、江戸時代前期の女性。赤穂浪士の1人堀部武庸（堀部安兵衛）の妻。名をほり、幸（こう）、順（じゅん）と記す書もあるが、これは誤りである。

## 概要
延宝3年（1675年）に堀部金丸の長女として生まれる。母は金丸先妻の山田氏の娘。
元禄7年（1694年）2月21日の高田馬場の決闘で活躍した浪人中山安兵衛（堀部武庸）を婿養子にと見込んだ父・金丸によって娶わされ結婚した。なお、高田馬場の決闘において助太刀をする際に、たすき代わりに紐を捜していた武庸に対し、観衆の中からきちが出てきて、自分の緋ぢりめんのしごきを渡す。武庸はこれをたすきにして、村上兄弟と対決したという逸話が伝えられている。
元禄14年（1701年）3月14日、浅野長矩の吉良義央への刃傷で赤穂藩が改易となった後は、堀部武庸とともに両国橋米沢町の借家で暮らしていたが、元禄15年（1702年）7月、吉良邸への仇討ちが決まった円山会議の後に堀部武庸は林町五丁目の借家に移っていった。きちの同道は許されず、そのまま両国橋に留め置かれた。
夫武庸と父金丸が赤穂事件により切腹した後の元禄16年（1703年）3月、きちは、金丸の後妻わかとともにわかの実家である忠見氏（二本松藩丹羽家家臣）に引き取られた。さらに4月からはわかとともに藩主丹羽長次の正室冷台院に召されて仕えたが、10月7日には冷台院も死去したので、再び忠見氏の家に身を寄せた。
またこの年に忠見扶右衛門の次男の言真が堀部家を再興。この堀部言真は、同族の熊本堀部氏が仕えている肥後国熊本藩藩主細川綱利に召抱えられることとなり、きちも言真と一緒に熊本へ移った（ただし元々、熊本藩士だった堀部清矩の子・堀部言芳を言真の養子に迎えたため、血筋では金丸・武庸の子孫ではなくなっている）。
享保5年（1720年）5月25日に同地で死去。享年46。法名は芳山祖春大姉。
なお、のちに堀部武庸の妻と自称する妙海尼なる女性が現れて評判になるが、これはきちではなく、きちの偽者である。